# Challenger de Gatineau 2017

El torneo Challenger de Gatineau 2017 fue un torneo profesional de tenis. Perteneció al ATP Challenger Series 2017. Se disputó en su 2ª edición sobre superficie dura, en Gatineau, Canadá entre el 17 al el 23 de julio de 2017.

## Jugadores participantes del cuadro de individuales
| Favorito | País                    | Jugador          | Rank1 | Posición en el torneo |
| -------- | ----------------------- | ---------------- | ----- | --------------------- |
| 1        | Bandera de Túnez        | Malek Jaziri     | 77    | Semifinales           |
| 2        | Bandera de Italia       | Thomas Fabbiano  | 91    | Cuartos de final      |
| 3        | Bandera de Eslovenia    | Blaž Kavčič      | 110   | Segunda ronda, retiro |
| 4        | Bandera de Japón        | Go Soeda         | 113   | Segunda ronda         |
| 5        | Bandera de Canadá       | Peter Polansky   | 127   | FINAL                 |
| 6        | Bandera de China Taipéi | Jason Jung       | 160   | Primera ronda         |
| 7        | Bandera de Canadá       | Denis Shapovalov | 164   | CAMPEÓN               |
| 8        | Bandera de Francia      | Vincent Millot   | 171   | Cuartos de final      |

- 1 Se ha tomado en cuenta el ranking del 3 de julio de 2017.

### Otros participantes
Los siguientes jugadores recibieron una invitación (wild card), por lo tanto ingresan directamente al cuadro principal (WC):
- Philip Bester
- Filip Peliwo
- Benjamin Sigouin
- Liam Broady

Los siguientes jugadores ingresan al cuadro principal tras disputar el cuadro clasificatorio (Q):
- JC Aragone
- Sekou Bangoura
- Marcos Giron
- Mikael Torpegaard

## Campeones

### Individual Masculino
- Denis Shapovalov derrotó en la final a  Peter Polansky, 6–1, 3–6, 6–3

### Dobles Masculino
- Bradley Klahn /  Jackson Withrow derrotaron en la final a  Hans Hach Verdugo /  Vincent Millot, 6–2, 6–3